# سکویلاچه
سکویلاچه (به ایتالیایی: Squillace) یک کومونه در ایتالیا است که در استان کاتانزارو واقع شده‌است. سکویلاچه ۳۳ کیلومتر مربع مساحت و ۳٬۵۴۱ نفر جمعیت دارد و ۳۴۴ متر بالاتر از سطح دریا واقع شده‌است.